# Steve Howard
Steve Howard, född 10 maj 1976 i Durham, är en skotsk fotbollsspelare som spelar för den engelska klubben Hartlepool United i League Two sedan 2012. Han spelar främst som anfallare.
Steve Howard föddes i den engelska staden Durham och spelade i amatörlaget Tow Law Town mellan åren 1994-1995, samtidigt jobbade Howard som takläggare. År 1995 värvades Howard av Hartlepool United. Han spelade nästan 150 matcher för Hartlepool innan han år 2001 värvades av Luton Town. Howard tillbringade fem år i Luton, han spelade hela 212 matcher för klubben och gjorde nästan 100 mål. Howard blev vid flytten till Derby County hedrad av både personal som fans efter flera fantastiska år med klubben. I Derby spelade Howard drygt 60 matcher och gjorde drygt 20 mål. År 2008 lånades Howard ut i en match till rivalerna Leicester City. 
I januari 2008 skrev Howard på ett 3,5 års kontrakt värde 1,5 miljoner pund med Leicester City. Howard anslöt sig till klubben tillsammans med lagkamraten Matt Oakley. I den första säsongen blev Leicester nedflyttade. Men i den nästkommande säsongen spelade Howard mycket bra, tillsammans med anfallspartnern Matty Fryatt gjorde de mer än 40 mål då Leicester gick till Championship. I 09/10 säsongen spelade Howard av och på, han satt mycket på bänken men spelade också från start eller gjorde hyfsade inhopp.

## Meriter
Luton Town
- League One mästare: 2005

Derby County
- Vinnare av kvalet till Premier League: 2007

Leicester City
- League One mästare: 2009